# Ask Nature
Ask Nature est un site internet créé et géré par le Biomimicry Institute américain : c'est un portail de recherche et une base de données concernant le biomimétisme. Il permet à tous les internautes de connaître les capacités de la nature pour répondre à un besoin. 
Par exemple : en entrant dans le moteur de recherche du site le mot « verre », il affichera les animaux connus capables de fabriquer du verre (en l’occurrence les éponges de mer). Ce site est de plus en plus utilisé par des scientifiques du monde entier afin de fabriquer des produits inspirés de la nature.
Ainsi, le nez du Shinkansen a été inspiré par celui du martin-pêcheur. Les parois de douche, les fenêtres auto-nettoyantes et certains revêtements de l'industrie aéronautique ont été créés grâce à la découverte de l'effet lotus.
En 2012, les administrateurs du site estiment qu'il traite les demandes de neuf millions d'utilisateurs.

## Fonctionnement détaillé
Lorsque l'on rentre une « stratégie » dans le moteur de recherche du site, on obtient une fiche composée de trois pages : 
- la première offre un résumé de la stratégie adoptée, une description de l'organisme vivant concerné, une liste de produits dont la conception a été inspirée de cette stratégie et des références bibliographiques ;
- la deuxième page est une galerie d'images concernant le sujet et l'animal concerné ;
- la troisième est réservée aux commentaire des internautes.

Ask Nature fonctionne sur la base du volontariat de ses contributeurs : Les spécialistes sont donc invités à modérer les pages déjà créées (curation), partager leurs photos, ajouter des pages stratégies ou des pages produits, et enfin se joindre à la discussion via le forum ou les pages de discussion des articles.

## Récompenses
- The Earth Awards 2010 : lauréat de la catégorie « Systèmes »[3].